# Abdirahman Saeed Hassan
Abdirahman Saeed Hassan (arabisch عبد الرحمن سعيد حسن, * 13. April 1997) ist ein katarischer Leichtathlet, der sich auf den Mittelstreckenlauf spezialisiert hat. Mit der katarischen 4-mal-400-Meter-Staffel wurde er 2025 in Gumi Asienmeister.

## Karriere
Erste Erfahrungen bei internationalen Meisterschaften sammelte Abdirahman Saeed Hassan bei den Asienmeisterschaften 2019 in Doha, bei denen er in 1:47,71 min den vierten Platz über 800 Meter belegte. Im 1500-Meter-Lauf qualifizierte er sich zudem für die Heimweltmeisterschaften, die ebenfalls in Doha stattfanden und schied dort mit 3:42,24 min im Vorlauf aus. 2021 belegte er bei den Arabischen Meisterschaften in Radès in 1:47,64 min den fünften Platz über 800 m und erreichte in 3:47,69 min Rang sieben über 1500 m. Über die längere Distanz qualifizierte er sich auch für die Olympischen Spiele in Tokio, konnte dort aber seinen Vorlauf nicht beenden. Im Jahr darauf belegte er bei den Islamic Solidarity Games in Konya in 1:48,22 min den vierten Platz über 800 Meter und gewann in 3:54,46 min die Silbermedaille über 1500 Meter hinter dem Marokkaner Abdellatif Sadiki. 2023 gewann er dann bei den Hallenasienmeisterschaften in Astana in 1:49,58 min die Silbermedaille hinter dem  Kuwaiter Ebrahim al-Zofairi. Ende April siegte er in 3:42,79 min über 1500 Meter bei den Westasienmeisterschaften in Doha und belegte über 800 Meter in 1:51,39 min den fünften Platz. Anschließend belegte er bei den Asienmeisterschaften in Bangkok in 1:46,81 min den fünften Platz über 800 Meter und gelangte über 1500 Meter mit 3:44,84 min auf Rang sechs. Zudem verhalf er der 4-mal-400-Meter-Staffel zum Finaleinzug und trug damit zum Gewinn der Bronzemedaille bei. Ende September belegte er bei den Asienspielen in Hangzhou in 1:48,56 min den vierten Platz über 800 Meter und gelangte mit 3:40,55 min ebenfalls auf Rang vier über 1500 Meter. Im Jahr darauf belegte er bei den Hallenasienmeisterschaften in Teheran in 1:49,16 min den vierten Platz über 800 Meter und gewann über 1500 Meter in 3:49,31 min die Silbermedaille hinter dem Kirgisen Nursultan Kengeschbekow. 2025 belegte er bei den Asienmeisterschaften in Gumi in 3:47,69 min den zehnten Platz über 1500 Meter und verhalf der Staffel zum Finaleinzug und trug damit zum Gewinn der Goldmedaille bei. 

## Persönliche Bestleistungen
- 800 Meter: 1:45,25 min, 17. Juni 2022 in Straßburg
  - 800 Meter (Halle): 1:46,67 min, 1. Februar 2023 in Doha
- 1500 Meter: 3:34,24 min, 12. Mai 2021 in Nerja
  - 1500 Meter (Halle): 3:41,04 min, 12. Februar 2022 in Dortmund